# Photedes signata
Photedes signata là một loài bướm đêm trong họ Noctuidae.